# Cattedrale di Catarman
La Cattedrale di Catarman, nota anche come cattedrale di Nostra Signora dell'Annunciazione, (in filippino: Katedral ng Mahal na Birhen ng Pagpapahayag) è una chiesa cattolica sita nella municipalità di Catarman, in Northern Samar, Filippine, ed è la cattedrale della diocesi di Catarman.